# Всеобщая история бесчестья
Всеобщая история бесчестья или Всемирная история бесславья (оригинальное испанское название: Historia universal de la infamia) — сборник рассказов Хорхе Луиса Борхеса, впервые опубликованный в 1935 году. Вторая версия сборника, пересмотренная и исправленная автором, была опубликована в 1954 году. Большинство рассказов, вошедших в сборник, уже были ранее опубликованы отдельно в газете Crítica в период с 1933 по 1934 год. Анхель Флорес, литературный критик, впервые использовавший термин «магический реализм», возводит истоки данного жанра к этой книге.
Все рассказы, вошедшие в сборник (за исключением «Мужчины из Розового кафе»), являются художественно обработанными историями о настоящих преступниках, и источники, которыми вдохновлялся автор, указаны в конце книги. Несмотря на то, что за основу были взяты реальные события, пересказанные Борхесом истории содержат множество произвольных отступлений от оригинала, например в датах и именах. Таким образом, на события, описанные в рассказах, нельзя полагаться как на исторически достоверные факты. В частности, сюжет в рассказе «Бескорыстный убийца» не соответствует реально произошедшим событиям.
Существует два перевода данного сборника на английский язык — 1972 и 1999 годов. Перевод 1972 года был выполнен Норманом Томасом ди Джованни. Автором перевода 1999 года стал Андрю Херли. Данный перевод был опубликован в том же году в одном из томов многотомного издания избранных работ Борхеса. В 2004 году тот же перевод был выпущен уже отдельной книгой в рамках серии Penguin Classics британского издательства Penguin Books.
Борхес неохотно согласился на перевод данных текстов на английский. Так же, в предисловии к редакции 1954 года, он несколько дистанцировался от сборника, преподнося его как пример стиля барокко — «когда искусство выставляет себя напоказ и растрачивает ресурсы». Еще он отметил, что произведения включенные в этот сборник это «безответственное занятие застенчивого человека, который не смог заставить себя писать рассказы и потому развлекался изменениями и искажениями (порой эстетически неоправданными) историй других людей» и что «за всеми громами и молниями [в этих рассказах] ничего нет».

## Список рассказов
| Оригинальное испанское название                  | Английский (1972)                                 | English (2004)                                         | Русский                                    | Центральные персонажи |
| ------------------------------------------------ | ------------------------------------------------- | ------------------------------------------------------ | ------------------------------------------ | --------------------- |
| El atroz redentor Lazarus Morell                 | The Dread Redeemer Lazarus Morell                 | The Cruel Redeemer Lazarus Morell                      | Жестокий освободитель Лазарус Морель       | Джон Мюррелл          |
| El impostor inverosímil Tom Castro               | Tom Castro, the Implausible Imposter              | The Improbable Imposter Tom Castro                     | Беспардонный лжец Том Кастро               | Артур Ортон           |
| La viuda Ching, pirata                           | The Widow Ching, Lady Pirate                      | The Widow Ching — Pirate                               | Вдова Чинга, пиратка                       | Чинг Ши               |
| El proveedor de iniquidades Monk Eastman         | Monk Eastman, Purveyor of Iniquities              | Monk Eastman, Purveyor of Iniquities                   | Преступных дел мастер Монк Истмэн          | Эдвард «Монах» Истмэн |
| El asesino desinteresado Bill Harrigan           | The Disinterested Killer Bill Harrigan            | The Disinterested Killer Bill Harrigan                 | Бескорыстный убийца Билл Харриган          | Билли Кид             |
| El incivil maestro de ceremonias Kotsuké no Suké | The Insulting Master of Etiquette Kôtsuké no Suké | The Uncivil Teacher of Court Etiquette Kôtsuké no Suké | Неучтивый церемониймейстер Кодзукэ-но Сукэ | Кира Ёсинака          |
| El tintorero enmascarado Hákim de Merv           | The Masked Dyer, Hakim of Merv                    | Hakim, the Masked Dyer of Merv                         | Хаким из Мерва, красильщик в маске         | Аль-Муканна           |
| Hombre de la esquina rosada                      | Streetcorner Man                                  | Man on Pink Corner                                     | Мужчина из Розового кафе                   |                       |
| Etcétera                                         | Et cetera                                         | Et cetera                                              | Et cetera                                  |                       |
| Un teólogo en la muerte                          | A Theologian in Death                             | A Theologian in Death                                  | Смерть Богослова                           | Филипп Меланхтон      |
| La cámara de las estatuas                        | The Chamber of Statues                            | The Chamber of Statues                                 | Палата с Фигурами                          |                       |
| Historia de los dos que soñaron                  | Tale of the Two Dreamers                          | The Story of the Two Dreamers                          | История о двух сновидцах                   |                       |
| El brujo postergado                              | The Wizard Postponed                              | The Wizard that was Made to Wait                       | Отсрочка                                   |                       |
| El espejo de tinta                               | The Mirror of Ink                                 | The Mirror of Ink                                      | Чернильное зеркало                         |                       |
| Un doble de Mahoma (добавлен в 1954 г.)          | A Double for Mohammed                             | Mahomed’s Double                                       | Двойник Магомета                           |                       |
| El enemigo generoso (добавлен в 1954 г.)         | The Generous Enemy                                | The Generous Enemy                                     | Великодушный враг                          |                       |
| Del rigor en la ciencia (добавлен в 1954 г.)     | On Exactitude in Science                          | On Exactitude in Science                               | О точности в науке                         |                       |